# بوخلوئه
شهر بوخلوئه در ایالت بایرن در کشور آلمان واقع شده است.

## نگارخانه